# 1951 w muzyce
Wydarzenia muzyczne w 1951 roku.

## Urodzili się
- 1 stycznia – Andy González, amerykański kontrabasista latin jazzowy, kompozytor i aranżer (zm. 2020)
- 4 stycznia – Ronald Corp, brytyjski kompozytor, dyrygent, duchowny anglikański (zm. 2025)
- 6 stycznia – Kim Wilson, amerykański muzyk bluesowy, wirtuoz harmonijki ustnej
- 9 stycznia – Crystal Gayle, amerykańska piosenkarka country
- 18 stycznia – Steve Grossman, amerykański saksofonista jazzowy (zm. 2020)
- 20 stycznia
  - Ian Hill, angielski muzyk rockowy, basista grupy Judas Priest
  - Ryszard Skibiński, polski bluesman, kompozytor i instrumentalista (zm. 1983)
- 21 stycznia
  - Anna Kľuková, słowacka śpiewaczka operowa (sopran liryczny) (zm. 2010)
  - Janusz Król, polski kompozytor, dyrygent, profesor Uniwersytetu Jana Kochanowskiego w Kielcach
- 27 stycznia – Brian Downey, irlandzki perkusista rockowy, muzyk grupy Thin Lizzy
- 29 stycznia – Gegham Grigoryan, ormiański śpiewak operowy (tenor) (zm. 2016)
- 30 stycznia
  - Andy Anderson, brytyjski perkusista, członek zespołu The Cure (zm. 2019)
  - Phil Collins, angielski piosenkarz, autor tekstów, perkusista, pianista i aktor
  - Klaus Hoffmann-Hoock, niemiecki multiinstrumentalista i kompozytor, jeden z przedstawicieli niemieckiego rocka elektronicznego (zm. 2017)
  - Jerzy Rogacki, polski muzyk szantowy i animator ruchu szantowego, członek zespołu Cztery Refy (zm. 2019)
- 31 stycznia – Phil Manzanera, angielski muzyk rockowy, gitarzysta grupy Roxy Music
- 5 lutego
  - Piotr Janowski, polski skrzypek (zm. 2008)
  - Elizabeth Swados, amerykańska pisarka, kompozytor, muzyk i reżyser teatralny (zm. 2016)
- 6 lutego
  - Darío Gómez, kolumbijski piosenkarz i kompozytor (zm. 2022)
  - Huw Lloyd-Langton, angielski gitarzysta rockowy, muzyk zespołu Hawkwind (zm. 2012)
- 8 lutego – Z’EV, amerykański perkusjonista (zm. 2017)
- 7 lutego – Mayte Mateos, hiszpańska piosenkarka, tancerka i malarka, członkini zespołu Baccara
- 9 lutego – Dennis Thomas, amerykański saksofonista, muzyk zespołu Kool and the Gang (zm. 2021)
- 14 lutego
  - Janusz Polański, polski pianista i pedagog muzyczny (zm. 2011)
  - Sylvain Sylvain, amerykański gitarzysta, członek zespołu New York Dolls (zm. 2021)
- 15 lutego
  - Kathryn Harries, angielska śpiewaczka operowa (sopran) (zm. 2023)
  - Alan Rogan, brytyjski gitarzysta rockowy (zm. 2019)
- 19 lutego – Alan Merrill, amerykański wokalista, gitarzysta, kompozytor (zm. 2020)
- 20 lutego – Randy California, amerykański gitarzysta, piosenkarz i autor tekstów (zm. 1997)
- 21 lutego – Svetozár Štúr, słowacki kompozytor i dyrygent (zm. 2021)
- 23 lutego – Ewa Bem, polska wokalistka jazzowa oraz autorka tekstów piosenek
- 24 lutego – Gabriele Schnaut, niemiecka śpiewaczka operowa (sopran) (zm. 2023)
- 27 lutego – Steve Harley, brytyjski gitarzysta, harmonijkarz i wokalista glam rockowego zespołu Steve Harley & Cockney Rebel, autor tekstów piosenek (zm. 2024)
- 1 marca – Włodzimierz Zalewski, polski śpiewak (bas), pedagog
- 2 marca – Fecó Balázs, węgierski piosenkarz i kompozytor (zm. 2020)
- 3 marca – Lindsay Cooper, angielska kompozytorka, fagocistka, oboistka, saksofonistka (zm. 2013)
- 4 marca
  - Pete Haycock, angielski gitarzysta rockowy, wokalista, kompozytor, muzyk grupy Climax Blues Band (zm. 2013)
  - Chris Rea, brytyjski gitarzysta, piosenkarz, autor tekstów i aktor
- 6 marca
  - Andrzej Ellmann, polski kompozytor, aranżer, producent i piosenkarz (zm. 2017)
  - Jiří Schelinger, czeski muzyk rockowy, wokalista i kompozytor (zm. 1981)
- 7 marca – Rocco Prestia, amerykański gitarzysta basowy (zm. 2020)
- 9 marca – Zakir Hussain, indyjski muzyk, tablista (zm. 2024)
- 17 marca – Scott Gorham, amerykański gitarzysta i autor piosenek; członek grupy Thin Lizzy
- 18 marca – Bill Frisell, amerykański gitarzysta jazzowy i kompozytor
- 20 marca – Jimmie Vaughan, amerykański gitarzysta i wokalista bluesowy
- 26 marca – Rosanna Fratello, włoska piosenkarka
- 27 marca – Sanja Ilić, serbski klawiszowiec, wokalista i kompozytor, członek zespołu Balkanika (zm. 2021)
- 28 marca – Kęstutis Antanėlis, litewski kompozytor, architekt i rzeźbiarz (zm. 2020)
- 29 marca – Jarosław Śmietana, polski gitarzysta jazzowy (zm. 2013)
- 3 kwietnia – Mel Schacher, amerykański basista hardrockowy, muzyk zespołów Question Mark & the Mysterians i Grand Funk Railroad
- 4 kwietnia – Francesco De Gregori, włoski piosenkarz, kompozytor i autor tekstów, przedstawiciel piosenki autorskiej
- 5 kwietnia – Janusz Konefał, polski gitarzysta jazzowy, kompozytor, aranżer, pedagog
- 7 kwietnia
  - Bruce Gary, amerykański muzyk, perkusista grupy The Knack (zm. 2006)
  - Janis Ian, amerykańska wokalistka, autorka tekstów, pisarka, laureatka nagrody Grammy
- 8 kwietnia
  - Phil Schaap, amerykański didżej radiowy i historyk jazzu (zm. 2021)
  - Joan Sebastian, meksykański piosenkarz (zm. 2015)
- 9 kwietnia – Andrzej Krzanowski, polski kompozytor, akordeonista i pedagog (zm. 1990)
- 10 kwietnia – Hans Fagius, szwedzki organista, specjalizujący się w wykonywaniu dzieł Jana Sebastiana Bacha
- 11 kwietnia – Ulf Wahlberg, szwedzki klawiszowiec, kompozytor i producent muzyczny
- 13 kwietnia – Peabo Bryson, amerykański piosenkarz, dwukrotny zdobywca nagrody Grammy
- 14 kwietnia – Piotr Mamonow, sowiecki i rosyjski muzyk rockowy, aktor, poeta, prezenter radiowy, znany z grupy muzycznej Zwuki Mu (ros. Зву́ки Му) oraz filmów i występów solowych (zm. 2021)
- 20 kwietnia – Luther Vandross, amerykański piosenkarz związany z gatunkiem rhythm and blues (zm. 2005)
- 22 kwietnia – Paul Carrack, brytyjski piosenkarz i gitarzysta
- 23 kwietnia – Jacques Dudon, francuski kompozytor w stroju naturalnym i wynalazca instrumentów
- 25 kwietnia – Marek Pijarowski, polski dyrygent, multiinstrumentalista, pedagog
- 26 kwietnia – Diego Verdaguer, meksykański piosenkarz pochodzący z Argentyny (zm. 2022)
- 27 kwietnia – Ace Frehley, amerykański gitarzysta rockowy, były muzyk zespołu KISS
- 28 kwietnia – Silvi Vrait, estońska piosenkarka i nauczycielka muzyki (zm. 2013)
- 29 kwietnia – Arthur Hendrickson, brytyjski wokalista ska, muzyk zespołu The Selecter (zm. 2024)
- 2 maja
  - John Glascock, brytyjski gitarzysta basowy, członek zespołu Jethro Tull (zm. 1979)
  - Ondřej Soukup, czeski kompozytor i producent muzyczny
- 3 maja
  - Grażyna Brodzińska, polska śpiewaczka operetkowa, musicalowa oraz operowa (sopran) i aktorka
  - Christopher Cross, amerykański wokalista i kompozytor
  - Massimo Ranieri, włoski piosenkarz, aktor i prezenter telewizyjny
- 4 maja
  - Colin Bass, brytyjski progresywny muzyk rockowy, basista, członek zespołu Camel
  - Jackie Jackson, amerykański piosenkarz, były członek The Jackson 5, starszy brat Michaela Jacksona
- 5 maja – Wiktor Gonczarow, radziecki i rosyjski dyrygent, chórmistrz, profesor (zm. 2013)
- 7 maja
  - Ireneusz Dudek, polski kompozytor, wokalista, harmonijkarz i autor tekstów
  - Bernie Marsden, angielski gitarzysta, wokalista i kompozytor, muzyk zespołu Whitesnake (zm. 2023)
- 8 maja – Chris Frantz, amerykański muzyk rockowy i producent muzyczny, perkusista w zespołach Talking Heads i Tom Tom Club
- 10 maja – Bunny Diamond, jamajski wokalista reggae (zm. 2022)
- 14 maja – Jay Beckenstein, amerykański saksofonista jazzowy
- 15 maja
  - Fergie Frederiksen, amerykański wokalista, członek zespołu Toto (zm. 2014)
  - Vic Vergeat, włoski wokalista i gitarzysta rockowy (zm. 2023)
- 16 maja
  - Claudio Baglioni, włoski piosenkarz i kompozytor
  - Jonathan Richman, amerykański wokalista i gitarzysta rockowy
- 17 maja – Pankaj Udhas, indyjski piosenkarz gazel (zm. 2024)
- 19 maja – Joey Ramone, amerykański wokalista, muzyk zespołu punkrockowego Ramones (zm. 2001)
- 24 maja – Rolf Köhler, niemiecki wokalista, kompozytor i producent (zm. 2007)
- 27 maja – Ana Belén, hiszpańska śpiewaczka i aktorka
- 31 maja – Jimmy Nalls, amerykański gitarzysta, członek zespołu Sea Level (zm. 2017)
- 2 czerwca – Henryk Miśkiewicz, polski saksofonista altowy, jazzman
- 6 czerwca – Dwight Twilley, amerykański piosenkarz pop (zm. 2023)
- 8 czerwca
  - Kora, polska wokalistka rockowa i autorka tekstów, w latach 1976–2008 solistka zespołu Maanam (zm. 2018)
  - Tony Rice, amerykański wokalista i gitarzysta jazzowy i folkowy (zm. 2020)
  - Bonnie Tyler, brytyjska piosenkarka
- 11 czerwca – Julia Smykowska, polska organistka i pedagog
- 12 czerwca
  - Brad Delp, amerykański muzyk rockowy, wokalista i gitarzysta formacji Boston (zm. 2007)
  - Haralds Sīmanis, łotewski pieśniarz (zm. 2022)
- 13 czerwca – Jorge Santana, meksykański gitarzysta latin i blues rockowy, brat Carlosa Santany (zm. 2020)
- 15 czerwca – Steve Walsh, amerykański wokalista i klawiszowiec, muzyk zespołu Kansas
- 16 czerwca
  - Charlie Dominici, amerykański wokalista rockowy, muzyk zespołu Dream Theater (zm. 2023)
  - Keith Mitchell, amerykański muzyk rockowy, perkusista zespołu Mazzy Star (zm. 2017)
- 21 czerwca
  - Paweł Kuczyński, polski gitarzysta basowy, jeden z założycieli zespołu Republika
  - Waldemar Wojtal, polski pianista, pedagog, profesor zwyczajny
- 25 czerwca – Elvy Sukaesih, indonezyjska piosenkarka dangdut
- 30 czerwca – Steve Waller, brytyjski muzyk, gitarzysta i wokalista zespołu Manfred Mann’s Earth Band (zm. 2000)
- 1 lipca
  - Anne Feeney, amerykańska piosenkarka folkowa (zm. 2021)
  - Fred Schneider, amerykański wokalista, muzyk The B-52’s
  - Spot, właśc. Glen Lockett, amerykański producent muzyczny (zm. 2023)
- 4 lipca – Ica Novo, argentyński piosenkarz i kompozytor (zm. 2022)
- 6 lipca – Adrian Iorgulescu, rumuński kompozytor, muzykolog i polityk, w latach 2005–2008 minister kultury
- 7 lipca – Michael Henderson, amerykański muzyk R&B, soulowy i jazzowy; gitarzysta basowy i wokalista (zm. 2022)
- 9 lipca – Eugeniusz Knapik, polski kompozytor i pianista, profesor sztuki
- 11 lipca – Aleksandër Peçi, albański kompozytor
- 12 lipca
  - Sylvia Sass, węgierska śpiewaczka operowa (sopran)
  - Ruddy Thomas, jamajski piosenkarz reggae (zm. 2006)
- 13 lipca
  - César Díaz, portorykański technik i gitarzysta (zm. 2002)
  - Marek Piekarczyk, polski wokalista rockowy, muzyk zespołu TSA
- 15 lipca – Gregory Isaacs, jamajski wokalista reggae (zm. 2010)
- 17 lipca – Zef Çoba, albański muzyk, kompozytor i dyrygent
- 24 lipca – Gypie Mayo, angielski gitarzysta rockowy i autor piosenek (zm. 2013)
- 30 lipca – Kazimierz Kowalski, polski śpiewak operowy (bas) (zm. 2021)
- 31 lipca
  - Carlo Karges, niemiecki muzyk, gitarzysta i autor tekstów (zm. 2002)
  - Vjekoslav Šutej, chorwacki dyrygent (zm. 2009)
- 1 sierpnia
  - Tim Bachman, kanadyjski wokalista i gitarzysta rockowy (zm. 2023)
  - Tommy Bolin, amerykański gitarzysta rockowy, muzyk Deep Purple (zm. 1976)
- 7 sierpnia – Pete Way, angielski basista, wieloletni członek zespołu UFO (zm. 2020)
- 8 sierpnia
  - Les Binks, północnoirlandzki perkusista heavy metalowy, muzyk zespołu Judas Priest (zm. 2025)
  - Laurie Frink, amerykańska trębaczka jazzowa, pedagog (zm. 2013)
- 13 sierpnia
  - Dan Fogelberg, amerykański piosenkarz, kompozytor i multiinstrumentalista (zm. 2007)
  - Ric Parnell, angielski perkusista rockowy, członek zespołów Spinal Tap i Atomic Rooster (zm. 2022)
- 14 sierpnia – Slim Dunlap, amerykański gitarzysta rockowy i autor piosenek, muzyk zespołu The Replacements (zm. 2024)
- 15 sierpnia
  - Bobby Caldwell, amerykański piosenkarz, autor piosenek i muzyk z gatunku soul, R&B i jazz (zm. 2023)
  - Grzegorz Nowak, polski dyrygent
  - António Pinho Vargas, portugalski kompozytor i pianista jazzowy
- 19 sierpnia
  - John Deacon, brytyjski muzyk rockowy, basista grupy Queen
  - János Karácsony, węgierski gitarzysta i wokalista, muzyk zespołu Locomotiv GT
- 23 sierpnia – Jimi Jamison, amerykański wokalista rockowy (zm. 2014)
- 24 sierpnia – Ján Baláž, słowacki muzyk rockowy, gitarzysta, piosenkarz i kompozytor; jeden z założycieli grupy Modus
- 25 sierpnia – Rob Halford, brytyjski muzyk rockowy, wokalista grupy Judas Priest
- 28 sierpnia
  - Rafał Augustyn, polski kompozytor muzyki poważnej
  - Dave Hlubek, amerykański gitarzysta rockowy, założyciel i lider zespołu Molly Hatchet (zm. 2017)
  - Wayne Osmond, amerykański piosenkarz i multiinstrumentalista, muzyk zespołu The Osmonds (zm. 2025)
- 31 sierpnia – Sławomir Łosowski, polski kompozytor i klawiszowiec (Kombi)
- 2 września – Mik Kaminski, angielski skrzypek, muzyk grupy Electric Light Orchestra
- 3 września – Prince Jazzbo, jamajski muzyk reggae (zm. 2013)
- 5 września – Jamie Oldaker, amerykański muzyk rockowy, perkusista i perkusjonista (zm. 2020)
- 6 września – Šaban Šaulić, serbski piosenkarz (zm. 2019)
- 7 września – Chrissie Hynde, amerykańska piosenkarka i gitarzystka rockowa, liderka zespołu The Pretenders
- 17 września
  - Mārtiņš Brauns, łotewski kompozytor (zm. 2021)
  - Zbigniew Lewandowski, polski perkusista, kompozytor, aranżer
- 18 września – Dee Dee Ramone, amerykański muzyk punkrockowy, basista zespołu Ramones (zm. 2002)
- 19 września – Daniel Lanois, kanadyjski muzyk i producent muzyczny
- 21 września – Ivano Fossati, włoski piosenkarz, kompozytor i multiinstrumentalista
- 22 września
  - David Coverdale, brytyjski wokalista rockowy członek m.in. Deep Purple i Whitesnake
  - Krzysztof Kownacki, polski menedżer muzyczny i przedsiębiorca, najbardziej znany ze współpracy z zespołem Maanam (zm. 2020)
- 23 września – Brett Tuggle, amerykański wokalista, autor piosenek i klawiszowiec; muzyk zespołów Fleetwood Mac i The David Lee Roth Band (zm. 2022)
- 24 września – Paweł Birula, polski wokalista i gitarzysta rockowy, muzyk grupy Exodus
- 25 września – Peter Dvorský, słowacki śpiewak operowy (tenor)
- 28 września
  - Norton Buffalo, amerykański piosenkarz i autor tekstów (zm. 2009)
  - Jim Diamond, szkocki piosenkarz, gitarzysta i autor piosenek (zm. 2015)
- 29 września – Elżbieta Dmoch, polska wokalistka i flecistka trio 2 plus 1
- 2 października
  - Lizeta Nikolaou, grecka piosenkarka (zm. 2023)
  - Romina Power, włoska piosenkarka i aktorka
  - Sting, właśc. Gordon Matthew Sumner, angielski muzyk, kompozytor i wokalista
- 5 października
  - José Luís Cortés, kubański flecista jazzowy, bandleader (zm. 2022)
  - Bob Geldof, irlandzki wokalista, autor tekstów piosenek, aktor, działacz społeczny i biznesmen
- 9 października – Ryszard Rynkowski, polski piosenkarz, kompozytor, pianista i aktor
- 10 października – Jeanette, hiszpańska piosenkarka
- 13 października – Walter Chełstowski, polski reżyser i producent programów i widowisk telewizyjnych, twórca i orgranizator Festiwalu w Jarocinie
- 18 października – Nic Potter, brytyjski muzyk rockowy, basista grupy Van der Graaf Generator (zm. 2013)
- 20 października – Alan Greenwood, Foreigner
- 23 października
  - Juanjo Dominguez, argentyński gitarzysta klasyczny (zm. 2019)
  - Eric Lowen, amerykański gitarzysta pop rockowy, muzyk duetu Lowen & Navarro (zm. 2012)
- 26 października
  - Bootsy Collins, amerykański muzyk funkowy
  - Maggie Roche, amerykańska piosenkarka folkowa (zm. 2017)
- 27 października
  - Magda Czapińska, polska autorka tekstów piosenek
  - K.K. Downing, angielski gitarzysta i kompozytor, współzałożyciel grupy (Judas Priest)
- 28 października – Rajan Mishra, indyjski piosenkarz (zm. 2021)
- 30 października – Trilok Gurtu, indyjski perkusista i kompozytor, muzyk jazzowy
- 1 listopada
  - Ronald Bell, amerykański saksofonista, kompozytor i producent, muzyk grupy Kool and the Gang (zm. 2020)
  - Leonard Śliwa, polski popularyzator muzyki koźlarskiej, instrumentalista, regionalista (zm. 2012)
- 2 listopada
  - Bohdan Jarmołowicz, polski dyrygent, pianista, kompozytor, aranżer, nauczyciel akademicki
  - Jeremy Menuhin, amerykański pianista
- 3 listopada – Henryka Januszewska-Stańczyk, polska śpiewaczka, profesor sztuk muzycznych
- 6 listopada – Andrzej Frajndt, polski piosenkarz i dziennikarz
- 7 listopada – Kevin MacMichael, kanadyjski gitarzysta, kompozytor i producent muzyczny (zm. 2002)
- 10 listopada – Aleksander Lasoń, kompozytor, pianista, dyrygent i pedagog
- 14 listopada
  - Frankie Banali, amerykański perkusista heavymetalowy, członek zespołu Quiet Riot (zm. 2020)
  - Stephen Bishop, amerykański piosenkarz, kompozytor i gitarzysta
  - Alec John Such, amerykański basista, wokalista, członek zespołu Bon Jovi (zm. 2022)
- 18 listopada – Heinrich Schiff, austriacki wiolonczelista i dyrygent (zm. 2016)
- 22 listopada – Kent Nagano, amerykański dyrygent
- 26 listopada – Terje Nilsen, norweski piosenkarz (zm. 2019)
- 27 listopada – Roberto Leal, portugalski piosenkarz (zm. 2019)
- 30 listopada – Nazarij Jaremczuk, ukraiński śpiewak estradowy (zm. 1995)
- 1 grudnia – Jaco Pastorius, amerykański basista jazzowy (zm. 1987)
- 2 grudnia – Roman Bunka, niemiecki gitarzysta i kompozytor (zm. 2022)
- 4 grudnia – Gary Rossington, amerykański gitarzysta rockowy, współzałożyciel zespołu Lynyrd Skynyrd (zm. 2023)
- 9 grudnia – Efraim Shamir, izraelski muzyk
- 10 grudnia
  - Ireneusz Nowacki, polski perkusista, członek zespołów Recydywa, Cross i Romuald i Roman (zm. 2017)
  - Johnny Rodriguez, amerykański piosenkarz country (zm. 2025)
- 13 grudnia – Piotr Niewiarowski, polski inżynier, promotor i animator kultury, w latach 1981–1991 manager zespołu Lombard, następnie Małgorzaty Ostrowskiej (zm. 2018)
- 16 grudnia – Robben Ford, amerykański gitarzysta bluesowy, jazzowy i rockowy
- 19 grudnia – Zbigniew Hołdys, polski wokalista, muzyk, kompozytor i instrumentalista, poeta, dziennikarz, grafik oraz autor scenariuszy filmowych
- 21 grudnia – Przemysław Gintrowski, polski pieśniarz i kompozytor, legendarny bard „Solidarności” (zm. 2012)
- 22 grudnia – Adam Wodnicki, polski pianista, pedagog artystyczny
- 23 grudnia
  - Anthony Phillips, brytyjski gitarzysta i pianista rockowy
  - Doug Stegmeyer, amerykański muzyk, basista i wokalista wspierający Billy’ego Joela (zm. 1995)
- 26 grudnia
  - Brooks Kerr, amerykański pianista jazzowy (zm. 2018)
  - Paul Quinn, angielski gitarzysta rockowy, muzyk zespołu Saxon
  - John Scofield, amerykański gitarzysta jazzowy
- 28 grudnia – Rebecca Parris, amerykańska piosenkarka jazzowa (zm. 2018)
- 29 grudnia – Yvonne Elliman, amerykańska wokalistka, autorka tekstów, kompozytorka
- 30 grudnia – Chris Jasper, amerykański wokalista, klawiszowiec i kompozytor, członek zespołu The Isley Brothers (zm. 2025)
- 31 grudnia – Tom Hamilton, amerykański muzyki, znany głównie jako basista zespołu Aerosmith

## Zmarli
- 10 stycznia – Stanisław Golachowski, polski muzykolog (ur. 1907)
- 28 lutego – Giannina Russ, włoska śpiewaczka operowa (sopran) (ur. 1873)
- 18 marca – Jerzy Garda, polski śpiewak operowy (baryton) (ur. 1903)
- 22 marca – Willem Mengelberg, holenderski dyrygent (ur. 1871)
- 2 kwietnia – Simon Barer, rosyjski pianista (ur. 1896)
- 21 kwietnia – Olive Fremstad, amerykańska śpiewaczka pochodzenia szwedzkiego (sopran) (ur. 1871)
- 25 kwietnia – Jerzy Fitelberg, polsko-amerykański kompozytor, syn Grzegorza Fitelberga (ur. 1903)
- 26 kwietnia – John Alden Carpenter, amerykański kompozytor muzyki poważnej (ur. 1876)
- 29 maja
  - Josef Bohuslav Foerster, czeski kompozytor (ur. 1859)
  - Robert Kahn, niemiecki kompozytor (ur. 1865)
- 4 czerwca – Siergiej Kusewicki, rosyjski dyrygent (ur. 1874)
- 9 czerwca – Giannina Arangi-Lombardi, włoska śpiewaczka operowa (sopran) (ur. 1891)
- 23 czerwca – Armin Knab, niemiecki kompozytor (ur. 1881)
- 9 lipca – Jørgen Bentzon, duński kompozytor (ur. 1897)
- 13 lipca – Arnold Schönberg, austriacki kompozytor muzyki współczesnej (ur. 1874)
- 18 lipca – Felicja Kaszowska, polska śpiewaczka operowa (sopran) (ur. 1867)
- 11 sierpnia – Ebbe Hamerik, duński kompozytor i dyrygent (ur. 1898)
- 15 sierpnia – Artur Schnabel, austriacki pianista, pedagog, kompozytor (ur. 1882)
- 18 sierpnia – Mikołaj Karaśkiewicz, polski pianista, organista, kompozytor, dyrygent chórów, pedagog (ur. 1892)
- 21 sierpnia – Constant Lambert, brytyjski kompozytor, dyrygent i pisarz muzyczny (ur. 1905)
- 14 września – Fritz Busch, niemiecki dyrygent, współzałożyciel oraz pierwszy dyrektor muzyczny festiwalu w Glyndebourne (ur. 1890)
- 13 listopada
  - Hugo Leichtentritt, niemiecki muzykolog i kompozytor (ur. 1874)
  - Nikołaj Medtner, rosyjski kompozytor i pianista (ur. 1880)
- 17 listopada – George H. Clutsam, australijski pianista i kompozytor (ur. 1866)
- 1 grudnia
  - Jerzy Lalewicz, polski pianista i pedagog (ur. 1875)
  - Felix Petyrek, austriacki kompozytor i pianista pochodzenia czeskiego (ur. 1892)
- 12 grudnia – Mildred Bailey, amerykańska wokalistka i pianistka, pierwsza niemurzyńska śpiewaczka jazzowa (ur. 1907)
- 13 grudnia – Selim Palmgren, fiński kompozytor, pianista i dyrygent (ur. 1878)
- 23 grudnia
  - Enrique Santos Discépolo, argentyński twórca tanga (ur. 1901)
  - Alfrēds Kalniņš, łotewski kompozytor, twórca opery narodowej (ur. 1879)

## Albumy
- polskie
- zagraniczne
  - Ballin’ the Jack – Georgia Gibbs
  - Yours Is My Heart Alone – Bing Crosby
  - Country Style – Bing Crosby
  - Beloved Hymns – Bing Crosby
  - Bing and the Dixieland Bands – Bing Crosby
  - Way Back Home – Bing Crosby
  - Collectors’ Classics, Vols. 1–8 – Bing Crosby
  - Bing Crosby Sings the Song Hits from... – Bing Crosby
  - Hoop-De-Doo – The Ames Brothers
  - I'll See You In My Dreams – Doris Day
  - In The Evening By The Moonlight – The Ames Brothers
  - Lullaby Of Broadway – Doris Day
  - Music, Maestro Please – Frankie Laine
  - On Moonlight Bay – Doris Day
  - One For My Baby – Frankie Laine
  - Sentimental Me – The Ames Brothers
  - Sweet Leilani – The Ames Brothers
  - Teresa Brewer – Teresa Brewer
  - Two Tickets To Broadway – Dinah Shore
  - Wonderful Words – The Mills Brothers

## Muzyka poważna
- Powstaje Piano Concerto No. 2 Lukasa Fossa

## Film muzyczny
- 20 września – odbyła się premiera filmu Przybywa narzeczony w reżyserii Franka Capry.